# Grand Guignol (film)
Pour les articles homonymes, voir Grand Guignol.
Pour plus de détails, voir Fiche technique et Distribution.
Grand Guignol est un film français réalisé par Jean Marbœuf, sorti en 1987.

## Synopsis
La troupe de Baptiste arrive dans un moulin transformé en hôtel. Durant des semaines, ils vont répéter leur spectacle. Baptiste n'écrit que des pièces de grand-guignol où Paulo se permet tous les effets pourvu qu'il y ait l'hémoglobine. Sur les planches, Monsieur Albert devient star sous son maquillage et donne la réplique à Adélaïde, Coco et Sarah. Quand Baptiste sent venir la création, il monte dans sa chambre avec Sarah, sa femme: les instants d'amour accompagnent l'écriture. Sarah ne supporte plus cette ambiance morbide. Elle se réfugie dans le magasin de farces et attrapes de Germaine et Charlie où le rire est garanti. Mais derrière les blagues il y a leur souffrance. Comme chez ce couple d'ivrognes qui passe le temps au café. Quand Madame a assez bu, Monsieur suit une prostituée. Alors le bistrot quitte le bar et va s'enfermer dans sa chambre où sont installés des téléviseurs. De là il surveille toutes les chambres, de là Sarah découvre la relation de Baptiste, qu'elle a quitté, avec Coco. La troupe en panne échappe à l'ennui grâce aux déguisements que crée Paulo. Monsieur Albert sent l'éclatement de sa famille, lui qui n'existe qu'à travers le théâtre et ses partenaires. Son cri ramène Sarah. Alors ils découvrent les goûts sadiques de Germaine et Charlie que leur mal entraîne dans la mort. Le rideau peut maintenant se lever sur le Grand Guignol.

## Fiche technique
- Titre : Grand Guignol
- Réalisation : Jean Marbœuf, assisté de Jacques Cluzaud
- Scénario : Jean Marbœuf
- Photographie : Gérard Simon
- Son : Alix Comte
- Musique : Sylvain Kassap
- Montage : Anne-France Lebrun
- Sociétés de production : Les Films Aramis - Les Films du Chantier - Monthyon Films - TOP n° 1 - UGC
- Pays d'origine :  France
- Durée : 88 minutes
- Date de sortie : 25 février 1987

## Distribution
- Caroline Cellier
- Michel Galabru
- Guy Marchand
- Marie Dubois
- Jean-Claude Brialy
- Denis Manuel